# Yuttapong Srilakorn
Yuttapong Srilakorn (Thai: ยุทธพงษ์ ศรีละคร; * 12. Juli 1985 in Khon Kaen), auch als Jeng bekannt, ist ein thailändischer Fußballspieler.

## Karriere
Das Fußballspielen lernte Yuttapong Srilakorn auf der Khonkaen Sports School und dem Rajamangala Suvarnabhumi College. Seinen ersten Vertrag unterschrieb er beim damaligen Drittligisten Ayutthaya FC in Ayutthaya. Nach einer Saison wechselte er 2010 zum ebenfalls in der dritten Liga spielenden Saraburi FC. 2010 wurde Saraburi Meister und stieg in die zweite Liga, die Thai Premier League Division 1, auf. Für Saraburi stand er 104 Mal auf dem Feld. Nachdem der Verein 2015 aufgelöst worden war, wechselte er zum Erstligisten Sukhothai FC. Hier bestritt er bis 2018 84 Spiele. 2019 unterschrieb er in Sisaket einen Vertrag beim Zweitligisten Sisaket FC. Nach 34 Spielen wechselte er 2020 zum Ligakonkurrenten Nongbua Pitchaya FC nach Nong Bua Lamphu. Im März 2021 feierte er mit Nongbua die Zweitligameisterschaft und den Aufstieg in die erste Liga. Ende Mai 2022 wurde sein Vertrag bei Nongbua aufgelöst. Im Juni 2022 wechselte er in die dritte Liga. Hier schloss er sich dem Songkhla FC an. Mit dem Verein aus Songkhla spielte er 18-mal in der Southern Region der Liga. Am Ende der Saison feierte er mit Songkla die Meisterschaft der Region. In den Aufstiegsspielen zur zweiten Liga konnte man sich jedoch nicht durchsetzen. Im Sommer 2023 unterschrieb er einen Vertrag beim Zweitligisten Ayutthaya United FC. Am Ende der Saison 2023/24 belegte er mit dem Klub den sechsten Tabellenplatz und qualifizierte sich somit für die Aufstiegsspiele zur ersten Liga. Hier konnte man sich jedoch nicht durchsetzen. Nach 29 Ligaspielen wurde sein Vertrag im Sommer 2024 nicht verlängert. Im August 2024 verpflichtete ihn der in der Southern Region spielenden Drittligist Muangtrang United FC. Nach einer Spielzeit, in der er 14 Ligaspiele bestritt, wechselte er zu dem in der Western Region spielenden Saraburi United FC.

## Erfolge
Saraburi FC
- Regional League Division 2: 2010

Nongbua Pitchaya FC
- Thailändischer Zweitligameister: 2020/21  ▲

Songkhla FC
- Thai League 3 – South: 2022/23